# Demodokos

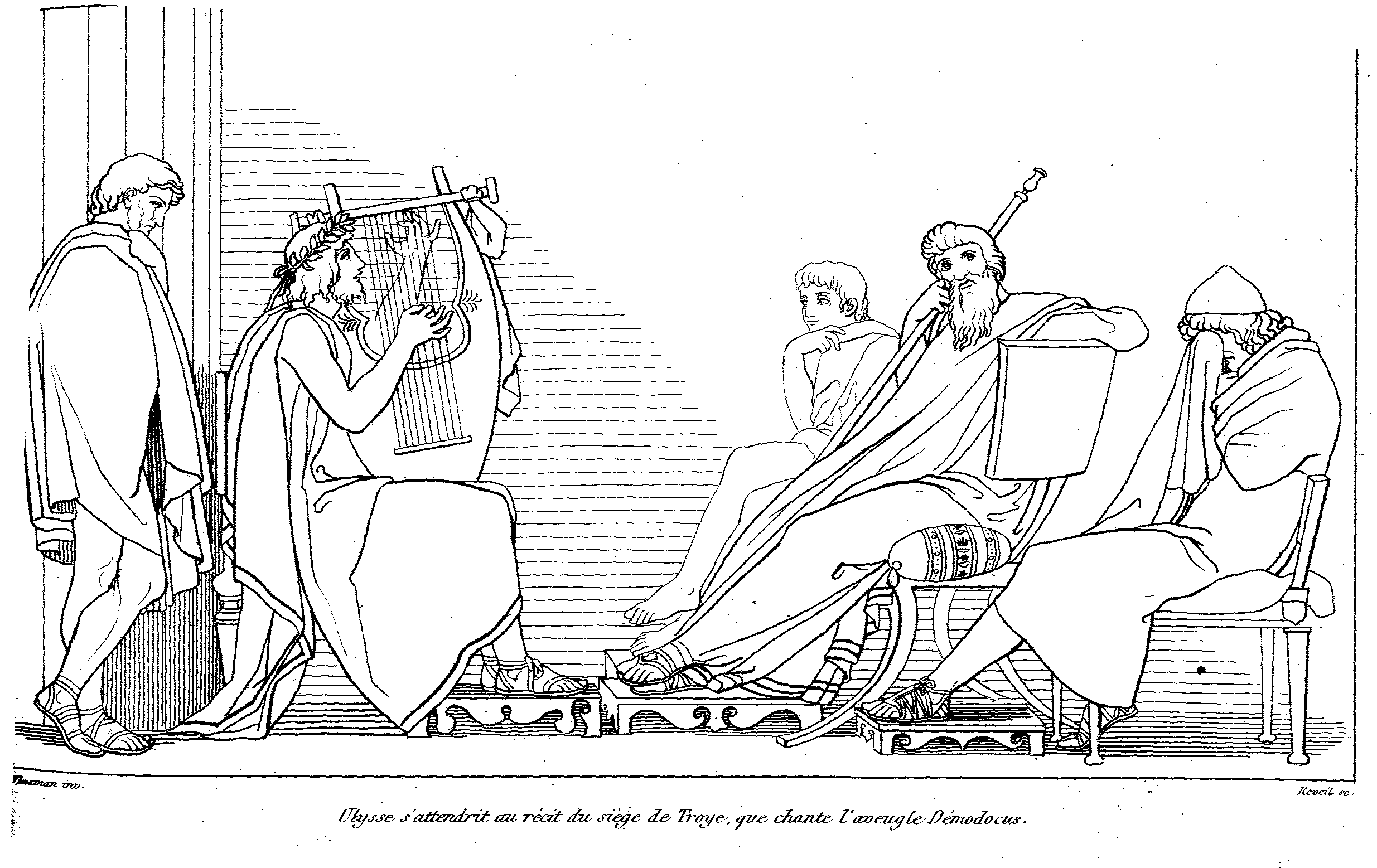
Demodokos met harp, in een illustratie van de Odyssee door John Flaxman (1810)

Demodokos is een blinde verhalenverteller aan het hof van koning Alcinoüs in de Odyssee van Homerus. Hij bezingt de rivaliteit tussen Achilles en Odysseus, de list met het Paard van Troje en de liefde tussen Ares en Aphrodite. Verondersteld wordt dat Homerus met Demodokos zichzelf beschreef, en dat Homerus zelf dus ook blind was.